# يوديل جونسون
يوديل جونسون مواليد 6 يونيو 1981 في كوبا، هو ملاكم كوبي يصنف ضمن فئة الوزن المتوسط. شارك في دورة الألعاب الأولمبية الصيفية سنة 2004. حقق الميدالية الذهبية في دورة الألعاب الأمريكية 1999.

## إحصائيات
خاض خلال مسيرته 20 نزالا، فاز في 17 ولم يتعادل وخسر في 3. فاز بالضربة القاضية في 9 نزالا.

## الميداليات
| الميدالية | المسابقة                       |
| --------- | ------------------------------ |
| فضية      | الألعاب الأولمبية الصيفية 2004 |
| ذهبية     | دورة الألعاب الأمريكية 1999    |

## روابط خارجية
- يوديل جونسون على موقع بوكس ريك (الإنجليزية) (registration required)
- يوديل جونسون على موقع أوليمبيديا (الإنجليزية)